# Cellarinella angustilaminata
Cellarinella angustilaminata är en mossdjursart som beskrevs av Liu och Hu 1991. Cellarinella angustilaminata ingår i släktet Cellarinella och familjen Sclerodomidae. Inga underarter finns listade i Catalogue of Life.